# Aleksandr Vassilevski
Aleksandr Mikhàilovitx Vassilevski (rus:Алекса́ндр Миха́йлович Василе́вский) (Novaia Goltxikha, 30 de setembre de 1895 – Moscou, 5 de desembre de 1977) va ser un comandant militar soviètic, promogut al rang de Mariscal de la Unió Soviètica el 1943. Va ser el Cap de l'Estat Major General Soviètic i Ministre de Defensa durant la Segona Guerra Mundial, així com entre el període de 1949 a 1953. Com a Cap de l'Estat Major General Soviètic, Vassilevski va ser el responsable dels plans i de la coordinació de gairebé totes les ofensives decisives soviètiques, des de la contraofensiva de Stalingrad a l'assalt a la Prússia Oriental i Königsberg.
Vassilevski començà la seva carrera militar durant la Primera Guerra Mundial, on guanyà el rang de capità el 1917. A l'inici de la Revolució Russa i la Guerra Civil va ser allistat a l'Exèrcit Roig i participà en la Guerra Poloneso-Soviètica. Després de la guerra, ascendí ràpidament a l'escalafó, sent comandant de regiment el 1930. Des d'aquesta posició demostrà una gran habilitat en l'organització i entrenament de les tropes. El talent de Vassilevski no passa desapercebut, i el 1931 va ser nomenat com a membre del Directori d'Entrenament Militar. El 1937, després de la Gran Purga de Stalin, va ser promogut a oficial d'Estat Major.
A l'inici de la contraofensiva soviètica de 1943, Vassilevski coordinà i executà l'ofensiva de l'Exèrcit Roig al Don superior, als Donets, Crimea, Belarús i els Estats Bàltics, finalitzant la guerra amb la captura de Königsberg a l'abril de 1945. El juliol de 1945 va ser nomenat Comandant en Cap de les Forces Soviètiques a l'Extrem Orient, executant l'Operació Tempesta d'agost i acceptant la Rendició del Japó. Després de la guerra va ser nomenat Ministre de Defensa soviètic, una posició que va mantenir fins a la mort de Stalin el 1953. Amb l'ascens de Khrusxov, Vassilevski començà a perdre poder i va ser retirat. A la seva mort va ser enterrat al Kremlin, en reconeixement dels seus serveis i a la seva contribució a la nació.

## Biografia

### Infància i joventut
Vassilevski va néixer el 30 de setembre de 1895 a Novaia Goltxikha, a Kíneixma Uezd. Era el quart de vuit germans. El seu pare, Mikhaïl Aleksàndrovitx Vassilevski, era capellà a l'església de Sant Nicolau. La seva mare, Nadezhda Ivanovna Sokolova, era filla d'un capellà d'un poble proper. Vassilevski trencà la relació amb la seva família a partir de 1926, donada la seva afiliació al Partit Comunista de la Unió Soviètica, així com pels seus deures militars amb l'Exèrcit Roig, igual que 3 germans més. Tanmateix, la família reprengué la relació el 1940, donada el suggeriment de Stalin que havia de fer-ho.
D'acord diu el mateix Vassilevski, la seva família era extremadament pobre. El seu pare passava la major part del seu temps treballant per guanyar diners, mentre que els fills ajudaven treballant als camps. El 1897, la família es traslladà a Novopokrovskoe, on el seu pare esdevingué el capellà de la nova església de l'Ascensió. El mateix any, una directiva ministerial prevenint als exseminaristes que comencessin estudis universitaris inicià un moviment per tots els seminaris, amb les classes aturades a la majoria. Vassilevski, entre d'altres, va ser expulsat de Kostroma, i només hi tornà quan les demandes dels seminaristes havien estat satisfetes, mesos després.

### Primera Guerra Mundial i Guerra Civil

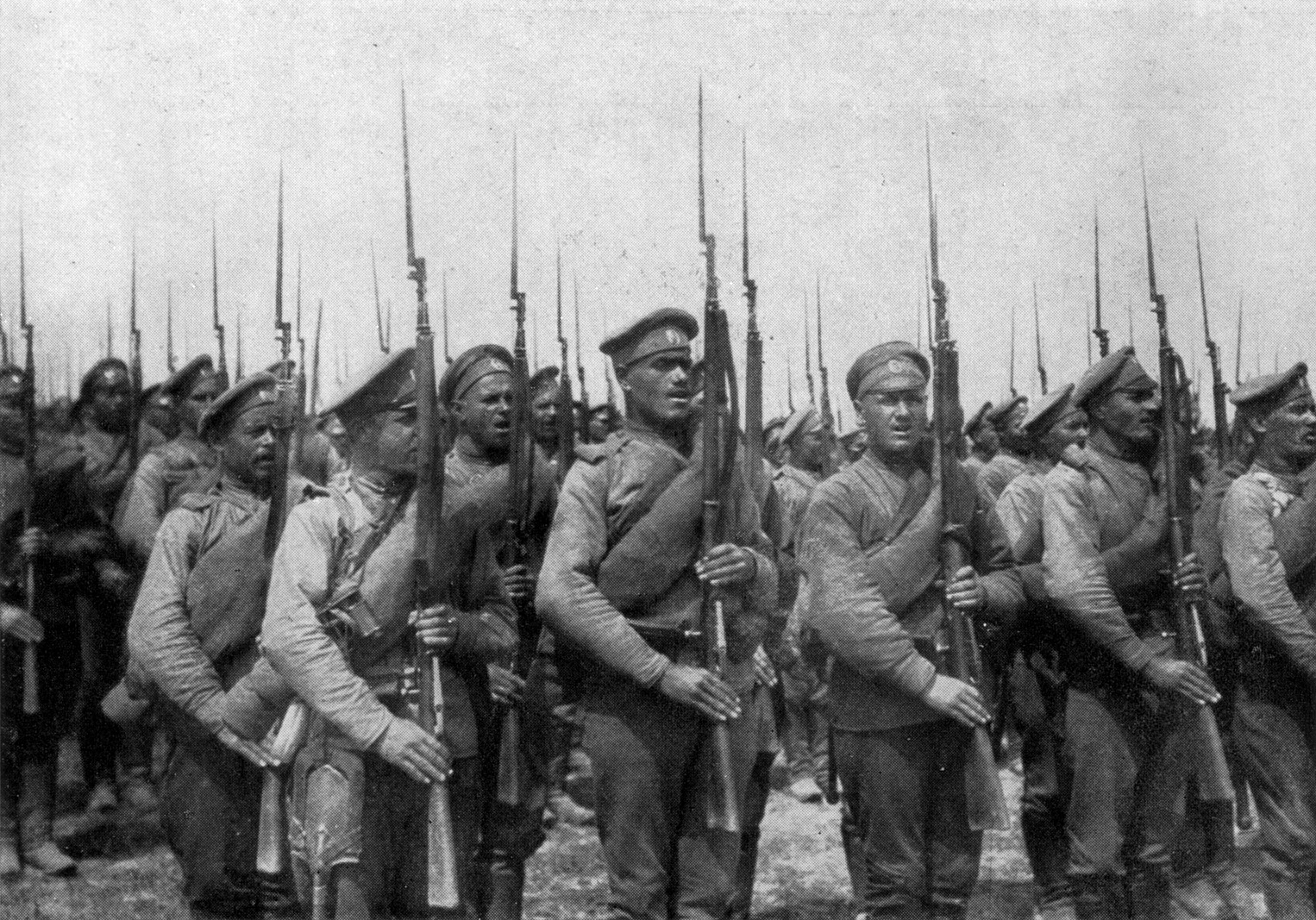
Infanteria russa a la I Guerra Mundial

Després de completar els seus estudis al seminari i passar uns anys treballant com a professor, Vassilevski provà de ser enginyer agrònom o topògraf, però l'esclat de la I Guerra Mundial trastocà els seus plans. D'acord amb les seves paraules, estava ple de sentiments patriòtics i decidí fer-se soldat. Ingressà a l'Acadèmia Militar Legal Alexander al febrer. Com diu ell mateix, "Jo no vaig decidir fer-me oficial per començar una carrera militar. Jo encara volia ser un enginyer agrònom i treballar en algun racó remot de Rússia després de la guerra. Jo no podia suposar que el meu país canviaria", referint-se a la Revolució Russa i als emergents sentiments comunistes. Després de 4 mesos de cursos, es considerà que estava capacitat per a la guerra moderna. Vassilevski va ser enviat al front amb el rang de praporshchik (la màxima graduació de sots-oficial a la Infanteria russa) al maig de 1915.
Entre juny i setembre, Vassilevski va ser assignat a una sèrie de regiments de reserva, i finalment arribà al front al setembre com a comandant de mitja companyia (polurotny) al 409è. Regiment Novokhopersky, 109a Divisió, 9è. Exèrcit. A la primavera de 1916, Vassilevski prengué el comandament d'una companyia, sent una de les més reconegudes del regiment. Al maig de 1916, dirigí als seus homes durant l'ofensiva Brussílov, esdevenint comandant de batalló després de moltes baixes d'oficials, i guanyant el rang de capità amb només 22 anys.
El novembre de 1917, tot just després de la Revolució Russa, Vassilevski decidí finalitzar la seva carrera militar. Com va escriure a les seves memòries, «Hi havia un temps quan portava els soldats a la batalla, en què pensava que estava complint el meu deure com a patriota rus. Tanmateix, vaig creure que havíem estat enganyats, que la gent necessitava pau... Per tant, la meva carrera militar havia d'acabar. Sense rancúnies, me'n tornava a la meva ocupació favorita, treballar al camp.» Va viatjar des de Romania, on la seva unitat va ser desmobilitzada el 1917, fins al seu poble.
El desembre de 1917, mentre tornava cap a casa, descobrí que els homes del 409è regiment, que havia estat situat a Ucraïna, l'havien elegit com al seu comandant (a l'inici de la Revolució Russa, els comandants eren escollits pels seus propis homes). Tanmateix, les autoritats militars locals li recomanaren que declinés la proposta donades les fortes lluites que havien a Ucraïna entre les forces pro-soviètiques i les forces independentistes ucraïneses. Seguí el consell i va servir com a instructor a Kineshma. Es va retirar al setembre de 1918 i va fer de mestre d'escola.
L'abril del 1919, Vassilevski tornà a ser reclutat a l'Exèrcit Roig i va ser enviat per comandar una companyia en lluita contra pagesos revoltats, així com ajudant a l'emergent policia soviètica de prodrazvyorstka, que requeria als pagesos que lliuressin els excedents de la collita a un preu fixat. A finals d'any, prengué el comandament d'un nou batalló de reserva, i a l'octubre de 1919, d'un regiment. Tanmateix, aquest regiment mai no prengué part en les batalles de la Guerra Civil Russa. El desembre de 1919, Vassilevski va ser enviat al Front Occidental, com a assistent de comandant de regiment, participant en la Guerra Poloneso-Soviètica.

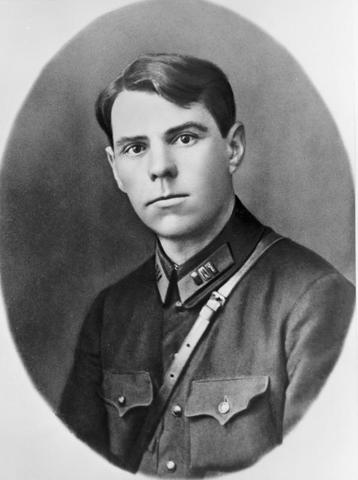
Aleksandr Vassilevski al 1928.

Com a assistent de comandant de regiment del 427è. Regiment de la 32a Brigada de l'11a Divisió, Vassilevski participà en la Batalla del riu Berezina, fent retirar a les forces poloneses que avançaven cap a l'est, i en el consegüent contraatac que començà el 14 de maig de 1920, trencà les línies poloneses abans de ser aturat pels contraatacs de la cavalleria. Posteriorment, a partir del 4 de juliol de 1920 prengué part en l'ofensiva soviètica cap a Wilno, avançant cap al riu Neman tot i la resistència polonesa i les fortificacions alemanyes erigides a la regió durant la I Guerra Mundial. El regiment de Vassilevski arribà prop de Wilno a mitjans de juliol i va tenir deures de guarnició fins al Tractat de Riga.

### El període entreguerres
Després del Tractat de Riga, Vassilievsky lluità contra les restes de l'Exèrcit Blanc i les revoltes camperoles a Belarús i a Smolensk fins a agost de 1921. el 1930, havia servit com a comandant de regiment dels regiments de fusellers 142è, 143è i 144è, on demostrà la seva vàlua en l'organització i l'entrenament de les seves tropes. El 1928 es graduà del curs de comandant de regiment "Vystrel". Durant aquests anys, Vassilevski establí amistats amb alts comandants i membres del Partit, incloent a Kliment Voroshilov, Vladímir Triandafíl·lov i Borís Xàpoixnikov. Aquest darrer esdevindria el seu protector fins que morí, el 1945. Les bones connexions de Vassilevski i les seves bones actuacions li reportaren el nomenament pel Directori d'Entrenament Militar el 1931.
Mentre que estava al Directori d'Entrenament Militar, Vassilevski supervisà l'entrenament de l'Exèrcit Roig, treballant tant amb manuals militars i llibres de camp. També trobà diversos comandants superiors, com Mikhaïl Tukhatxevski i Gueorgui Júkov, llavors Inspector de la Cavalleria de l'Exèrcit Roig. Júkov després el definiria com "un home que coneixia el seu ofici i que passà molt de temps comandant un regiment on guanyà un gra respecte de tots". El 1934, Vassilevski va ser nomenat com a Supervisor Superior d'Entrenament del Districte Militar del Volga (Privolzhsky voyenny okrug). El 1937, ingressà a l'Acadèmia d'Estat Major General, on estudià aspectes importants de l'estratègia militar  i d'altres tòpics amb generals experimentats, incloent a Mikhaïl Tukhatxevski.
A mitjans de 1937, la Gran Purga de Stalin eliminà un nombre significatiu de comandants militars superiors, creant moltes vacants a l'Estat Major. Davant la seva sorpresa, Vassilevski va ser nomenat per l'Estat Major a l'octubre de 1937 i fet "responsable de l'entrenament operatiu dels oficials superiors". El 1938 va ser fet membre del Partit Comunista de la Unió Soviètica (una condició sine qua non per tenir una carrera d'èxit a la Unió Soviètica), el 1939 va ser nomenat Comandant Adjunt del Directori d'Operacions de l'Estat Major, tot i que encara tenia el rang de comandant de divisió. Va ser en aquesta posició que juntament amb Xapoixnikov va ser responsable del plans de la Guerra d'Hivern, i després del Tractat de Pau de Moscou de 1940, d'assentar la línia de demarcació amb Finlàndia.
Com a oficial superior, Vassilevski es trobà sovint amb Stalin. Durant una d'aquestes trobades, Stalin li preguntà sobre la seva família. Com que el pare de Vassilevski era capellà i com a tal un "enemic del poble" potencial, Vassilevski respongué que havia acabat la relació amb la seva família el 1926. Stalin, sorprès, li aconsellà que restablís els seus vincles familiars de seguida, i que ajudés als seus pares amb tot allò que tingués.

### Segona Guerra Mundial

#### Inicis i Batalla de Moscou
Al juny de 1941, Vassilevski treballava les vint-i-quatre hores del dia al seu despatx de l'Estat Major General. El 22 de juny s'assabentà que els alemanys estaven bombardejant diversos importants objectius civils i militars, començant la Gran Guerra Patriòtica. L'agost de 1941, Vassilevski va ser nomenat Comandant d'Operacions del Directori de l'Estat Major i Cap Adjunt de l'Estat Major, fent-lo una de les figures claus del cabdillatge militar soviètic. A finals de setembre de 1941, Vassilevski pronuncià un discurs davant l'Estat Major, descrivint la situació com a extremadament difícil, però assenyalant que la part nord del front se sostenia, que Leningrad encara resistia i que una situació així permetria portar reserves al nord.
A l'octubre de 1941, la situació al front era crítica, amb les forces alemanyes avançant cap a Moscou en l'Operació Tifó. Vassilevski va ser enviat al Front Occidental com a representant de l'Estat Major Soviètic (Stavka), per coordinar la defensa i garantir els subministraments i homes cap a la regió de Mojisk, on les forces soviètiques provaven de contenir l'avanç alemany. Durant la dura lluita als voltants de Moscou, Vassilevski passà tot el temps disponible a l'Stavka i a la línia del front provant de coordinar els 3 fronts amb la defensa de Moscou. Quan la major part de l'Estat Major, incloent al seu cap, el Mariscal Xàpoixnikov va ser evacuat de Moscou, Vasilevski romangué a la ciutat com a enllaç entre l'Estat Major de Moscou i els membres evacuats de l'Estat Major General.A les seves memòries, Nikita Khrusxov descrigué a Vasilevski com un "especialista capaç", fins i tot en aquelles primeres etapes de la guerra. El 28 d'octubre de 1941, Vasilevskiva ser promogut a Tinent General.
La batalla de Moscou va ser un període molt difícil en la vida de Vasilevski, amb la Wehrmacht apropant-se fins al punt de què els oficials alemanys podien veure els edificis amb els seus binocles. Les seves jornades laborals sovint finalitzaven a les quatre del matí. Amb tot, i amb el Mariscal Xàpoixnikov malalt, Vasilevski hagué de prendre importants decisions ell sol. El 29 d'octubre de 1941 un projectil explotà prop de l'Estat Major; Vasilevski, tot i que ferit (lleument) seguí treballant. La cuina havia quedat malmesa, i l'Estat Major se situà sota terra sense menjar calent. Tanmateix, l'Estat Major continuà treballant. El desembre de 1941, Vasilevski coordinà la contraofensiva de Moscou, i a inicis de 1942, l'ofensiva general de Moscou i Rostov, més motivat a la seva feina per l'imminent retorn a Moscou de la seva família evacuada. L'abril del 1942, coordinà la sense èxit eliminació de la Bossa de Demyansk, l'encerclament del 2n Cos d'Exèrcit Alemany prop de Leningrad. El 24 d'abril, amb Xàpoixnikov de nou seriosament malalt, Vasilevski va ser nomenat Cap de l'Estat Major i promogut a Coronel General el 26 d'abril

#### Estiu i Tardor de 1942
Al maig de 1942 succeí un dels episodis més controvertits de la biografia de Vasilevski: la Segona Batalla de Khàrkov, una contraofensiva fallida que deixà l'Exèrcit Roig derrotat i davant d'una ofensiva alemanya d'èxit (Operació Blau) al sud. Després de rebutjar l'enemic a Moscou, la moral soviètica era alta i Stalin estava decidit a llençar una contraofensiva general durant l'estiu. Tanmateix, Vasilevski reconegué que "la realitat era molt més crua que tot allò". Seguint les ordres de Stalin, el 12 de maig de 1942 es llençà l'Ofensiva de Kharkov. Quan era òbvia l'amenaça d'encerclament, Vasilevski i Júkov demanaren permís per aturar l'avanç de les forces soviètiques. Stalin es negà, conduint a l'encerclament de les forces soviètiques i a la seva total destrucció. A les seves memòries, Khrusxov acusà a Vasilevski de ser massa passiu i indecís, així com de ser incapaç de defendre el seu punt de vista davant de Stalin, en particular durant aquesta operació. Com ell mateix escrigué, "la meva opinió és que la catàstrofe... es podria haver evitat si Vasilevski hagués pres la posició que se li suposava. Podria haver tingut una posició diferent... però no ho va fer, i com a resultat, segons el meu punt de vista, va quedar esquitxat de la destrucció de milers de soldats de l'Exèrcit Roig a la campanya de Kharkov. "
Al juny de 1942, Vasilevski va ser enviat a Leningrad per coordinar la ruptura de l'encerclament del 2n Exèrcit de Xoc dirigit pel General Vlàssov. El 26 de juny de 1942, Vasilevski va ser nomenat Cap de l'Estat Major i, a l'octubre de 1942, Vice-Ministre de Defensa. Ara era un dels pocs responsables de la planificació global de les ofensives soviètiques. Començant el 23 de juliol de 1942, Vasilevski va ser el representant de l'STAVKA al front de Stalingrad.
La batalla de Stalingrad va ser un altre període difícil dins la vida de Vassilevski. Enviat amb Gueorgui Júkov al Front de Stalingrad, intentà coordinar les defenses de la ciutat amb enllaços de ràdio treballant com a màxim de manera intermitent. El 12 de setembre de 1942, en una trobada amb Stalin, Vasilevski i Júkov van presentar el seu pla per a la contraofensiva a Stalingrad en una sessió de tota la nit. Dos mesos més tard, amb Stalingrad encara sense conquerir, es llençà l'Operació Urà. Com que Júkov havia estat enviat prop de Rzhev per executat l'Operació Mart (la contraofensiva de Rzhev). Vassilevski restà prop de Stalingrad per coordinar l'atac en doble pinça, que encerclaria als alemanys i els portaria a la derrota i l'anihilació dels exèrcits capturats allà, tot resultat del pla presentat a Stalin el 9 de desembre. Aquest pla portà un debat entre Vasilevski i Rokossovski, que volia un exèrcit addicional per netejar Stalingrad. L'exèrcit en qüestió era el 2n de Guàrdies de Rodion Malinovski, que Vassilievski llançà contra un perillós contraatac alemany llençat des de Kotelnikovo pel 57è Cos Panzer i dirigit per desbloquejar la bossa de Stalingrad.

#### Victòria Soviètica

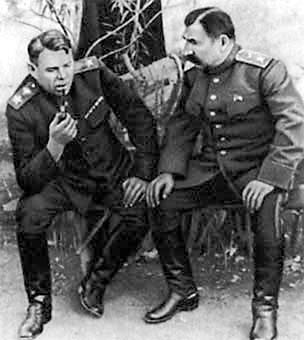
Vassilevski i Budionni al Donbàs, 1943.

El gener de 1943, Vassilevski coordinà les ofensives del Don superior, prop de Vorónej i Ostrogojsk, dirigides a encerclar diverses divisions de l'Eix. A mitjans de gener, Vasilevski va ser promogut a General d'Exèrcit i, només 29 dies després, el 16 d'abril de 1943, a Mariscal de la Unió Soviètica.
Al març de 1943, després de la creació del sortent de Kursk i del fracàs de la tercera Batalla de Kharkov, Stalin i la STAVKA havien de decidir on s'hauria de reprendre l'ofensiva, o si potser era millor adoptar posicions defensives. Vasilevski i Júkov van aconseguir persuadir a Stalin de què era necessari aturar l'ofensiva de moment i esperar a la iniciativa de la Wehrmacht. Quan ja va ser clar que la suposada ofensiva alemanya s'havia postpossat i que no tindria lloc al maig del 42, Vassilevski defensà amb èxit continuar esperant a la Wehrmacht, més que no pas fer un atac preventiu com Khrushchev volia. Quan la batalla de Kursk començà finalment e 4 de juliol de 1943, Vasilevski era responsable de la coordinació del Front de Steppe i del Front de Vorónej. Després del fracàs alemany a Kursk i de l'inici de la contraofensiva a la riba esquerra del Dnièper, Vassilevski planejà i executà operacions ofensives a la regió de Donbàs. Aquell mateix any, desenvolupà i executà la neteja de les forces nazis de Crimea.
A inicis de 1944, Vassilevski coordinà l'ofensiva soviètica a la riba dreta del Dnièper, aconseguint una victòria decisiva a la Ucraïna oriental. El 10 d'abril de 1944, el dia en què Odessa va ser reconquerida, Vassilevski va ser condecorat amb l'Orde de la Victòria, sent el segon en rebre-la (el primer havia estat Júkov). El cotxe de Vasilevski trepitjà una mina durant una inspecció a Sebastòpol quan ja havia acabat la lluita, rebent una ferida al cap, i va ser evacuat a Moscou per recuperar-se.
Durant l'Operació Bagration, la contraofensiva general a Belarús, Vasilevski coordinà les ofensives del 1r Front Bàltic i el 3r Front de Belarús. Quan les forces soviètiques van entrar als països bàltics, Vassilevski assumí la total responsabilitat per tot als fronts bàlitcs. El 29 de juliol de 1944 va ser nomenat Heroi de la Unió Soviètica pels seus èxits militars. El febrer de 1945, Vasilevski va tornar a ser nomenat comandant del 3r. Front de Bielorússia  per comandar l'Ofensiva de Prússia Oriental, deixant el càrrec de Cap d'Estat Major General a Aleksei Antónov. Com a comandant de front, Vasilevski organitzà els atacs sobre Königsberg i Pillau. També negocià la rendició de la guarnició de Königsberg amb el seu comandant, Otto Lasch. Després de la guerra, Lasch reclamà que Vassilevski no havia respectat les garanties fetes durant la capitulació de la ciutat: Vasilevski prometé que els soldats alemanys no serien executats, que els presoners, els ferits i la població civil serien tractats decentment, i que els presoners tornarien a Alemanya just després de la guerra. En canvi, Lasch romangué a la presó durant 10 anys i no pogué tornar a Alemanya fins al 1955, igual que molts altres soldats i oficials de la Wehrmacht, mentre que tota la població alemanya va ser expulsada de la Prússia Oriental. Pel seu èxit brillant a Königsberg i a la Prússia Oriental en conjunt, Vasilevski va rebre la seva segona Orde de la Victòria

#### Operació Tempesta d'agost
Durant l'ofensiva d'estiu de 1944, Stalin anuncià que nomenaria a Vassilevski Comandant en Cap de les Forces Soviètiques a l'Extrem Orient un cop hagués acabat la guerra amb Alemanya. Vassilevski comença a esbossar el pla de guerra contra el Japó a finals de 1944 i començà a treballar a temps complet en la preparació a partir del 27 d'abril de 1945. Al juny de 1945, Stalin aprovà el seu pla. Vassilevski rebé el nomenament de Comandant en Cap de les Forces Soviètiques a l'Extrem Orient i volà cap a Chita per executar el pla. Durant la preparació, Vassilevski arribà a assajar l'ofensiva amb els seus comandants d'exèrcit i dirigí el seu inici. En 24 dies, del 9 d'agost al 2 de setembre de 1945, els exèrcits japonesos estacionats a Manxukuo van ser derrotats, amb només 37.000 baixes d'un exèrcit format per 1.600.000 soldats soviètics. Pel seu èxit en aquesta operació, Vassilevski va ser condecorat amb la seva segona estrella d'Heroi de la Unió Soviètica el 8 de setembre.

### Després de la II Guerra Mundial
Entre 1946 i 1949, Vassilevski romangué com a Cap d'Estat Major, i entre 1949 i 1953 va ser Ministre de Defensa. Amb la mort de Stalin el 1953, Vassilevski caigué en desgràcia i va ser reemplaçat per Bulganin, i el 1956, va ser nomenat Adjunt al Ministre de Defensa de Ciència Militar, una posició secundària sense poder militar real. Vasilevski ocupà aquest càrrec durant un any abans de ser jubilat per Khrusxov, abans de ser una víctima de la purga que també acabà amb Zhukov. El 1959 va ser nomenat Inspector General del Ministeri de Defensa, un càrrec merament honorífic i sense cap funció. El 1973 publicà les seves memòries, "El fet de tota la meva vida". Aleksandr Vasilevski morí el 5 de desembre de 1977.  El seu cos va ser incinerat i les cendres estan dipositades a la muralla del Kremlin.

## Condecoracions
A les seves memòries, Vassilevski destaca la sorpresa de Stalin quan, a una cerimònia que va tenir lloc al Kremlin el 4 de desembre de 1941, el líder soviètic només trobà una simple Orde de l'Estrella Roja i una medalla sobre l'uniforme de Vassilevski, tot i que va ser un dels comandants més condecorats de la història soviètica.
Vassilevski va rebre l'Estrella d'Or d'Heroi de la Unió Soviètica en dues ocasions, per les operacions als fronts alemany i japonès. Va rebre dues ordes de la Victòria pels seus èxits a Crimea i Prússia (un fet només igualat per Zhukov i Stalin). Durant la seva carrera, va rebre vuit Ordes de Lenin, l'Orde de la Revolució d'Octubre quan va ser creada el 1967, dos ordes de la Bandera Roja, un Orde de Suvorov de 1a classe per les seves operacions a Crimea i Ucraïna, i la seva primera condecoració va ser una Orde de l'Estrella Roja el 1940 pels seus serveis durant la Guerra d'Hivern. Finalment, va rebre una Orde del Servei a la Pàtria a les Forces Armades de 3a classe en reconeixement de tota la seva carrera militar quan l'orde fou creada el 1974, tot just 3 anys abans de la seva mort.
A més, Vassilevski va rebre 14 medalles: per la seva participació en diverses campanyes, va ser condecorat amb les Medalles de la Defensa de Leningrad, Moscou, Stalingrad i la Conquesta de Königsberg; i igual que tots els soldats soviètics que van prendre part en la lluita contra Alemanya o Japó, va rebre la Medalla de la victòria sobre Alemanya i la Medalla per la victòria sobre el Japó. Tanmateix, rebé diverses medalles commemoratives, com la dels 20, 30, 40 i 50 Anys de l'Exèrcit Roig, 20 i 30 anys de la Victòria en la Gran Guerra Patriòtica, la del 800 Aniversari de Moscou (atorgada el 1947 per la seva participació en la batalla de Moscou) i la del Centenari de Lenin. A més, va rebre diverses condecoracions estrangeres, com l'Orde Virtuti Militari polonesa, el grau de Gran Oficial de la Legió d'Honor i la Creu de Guerra franceses, o la Legió del Mèrit en grau Cap Comandant (Estats Units).